# Murgana
Murgana (bułg. Мургана) – schronisko turystyczne w Starej Płaninie w Bułgarii. 

## Opis i położenie
Znajduje się w miejscu o nazwie Topałow kładenec, u południowo-zachodniego podnóża szczytu Murgany (1639 m n.p.m.). Jest to murowany trzypiętrowy budynek o pojemności 60 miejsc z wewnętrznymi i zewnętrznymi węzłami sanitarnymi i łazienkami. Budynek ma dostęp do wody bieżącej, prądu i jest ogrzewany piecami oraz elektrycznie. Ma też centralne ogrzewanie. Dysponuje kuchnią turystyczną i jadalnią. Do schroniska prowadzi droga asfaltowa.
Sąsiednie obiekty turystyczne:
- schronisko Czawdar - 4 godz.
- schronisko Kaszana - 1 godz.
- schronisko Swisztipłaz - 4,30 godz.

Szlaki są znakowane.
Punkty wyjściowe: Czełopecz - 2 godz. znakowanym szlakiem i Mirkowo - 3 godz.